# Wahlkreis Wurzen
Der Wahlkreis Wurzen war ein Landtagswahlkreis zur Landtagswahl in Sachsen 1990, der ersten Landtagswahl nach der Wiedergründung des Landes Sachsen. Er hatte die Wahlkreisnummer 3. Für die Landtagswahlen 1994 wurde auch infolge der Kreisreform die Wahlkreisstruktur verändert, zudem wurde die Zahl der Wahlkreise von 80 auf 60 verringert. Das Gebiet des Wahlkreises Wurzen wurde Teil des Wahlkreises Muldental 1.
Der Wahlkreis umfasste folgende Gemeinden und Städte des Landkreises Wurzen: Altenbach, Bennewitz, Beucha, Böhlitz, Brandis, Burkartshain, Dornreichenbach, Falkenhain, Gerichshain, Großzschepa,
Hohburg, Kühnitzsch, Kühren, Lüptitz, Machern, Meltewitz, Nemt, Nischwitz, Polenz, Püchau, Röcknitz, Thallwitz, Thammenhain und Wurzen.

## Ergebnisse
Die Landtagswahl 1990 fand am 14. Oktober 1990 statt und hatte folgendes Ergebnis für den Wahlkreis Wurzen:
| Direktkandidat | Partei (Kürzel) | Erststimmen (%) | Zweitstimmen (%) |
| -------------- | --------------- | --------------- | ---------------- |
|                | DA              | 01,3            | 00,8             |
| Adolf Böhm     | CDU             | 47,0            | 50,4             |
|                | Chr. L          | -               | 00,3             |
|                | DBU             | 00,6            | 00,5             |
|                | DSU             | 07,4            | 04,0             |
|                | F.D.P.          | -               | 05,2             |
|                | LL-PDS          | 10,0            | 08,9             |
|                | NPD             | -               | 00,5             |
|                | FORUM           | 09,9            | 05,3             |
|                | RAP             | -               | 00,1             |
|                | SHB             | -               | 00,1             |
|                | SPD             | 20,4            | 23,7             |

Es waren 37.996 Personen wahlberechtigt. Die Wahlbeteiligung lag bei 73,4 %. Von den abgegebenen Stimmen waren 3,3 % ungültig. Als Direktkandidat wurde Adolf Böhm (CDU) gewählt. Er erreichte 47,0 % aller gültigen Stimmen.